# 다른 시간 다른 장소 (1983년 영화)
《다른 시간 다른 장소》(영어: Another Time, Another Place)는 영국에서 제작된 마이클 래드퍼드 감독의 1983년 드라마 영화이다. 필리스 로건 등이 출연하였다. 제시 케슨의 동명 소설이 원작이다.

## 출연진
- 필리스 로건
- 조반니 마우리엘로
- 데니즈 코피
- 톰 왓슨
- 잔루카 파빌라
- 그레거 피셔
- 폴 영
- 클라우디오 로시니
- 이본 길런